# Miguel Gadea
Miguel Gadea (Santo Domingo Soriano, 1777 –  Gualeguaychú , 5 de mayo de 1840) Militar y político destacado en tiempos de las luchas por la independencia. 
Se sumó a la Revolución artiguista desde los primeros tiempos y en 1817 fue nombrado comandante militar del Departamento de Soriano. Durante la dominación luso-brasileña fue designado alcalde de primer voto del Cabildo de Soriano. Se incorporó a la revolución liderada por Juan Antonio Lavalleja conocida como la Cruzada Libertadora, e hizo toda la Guerra del Brasil, en 1830 regresó a Soriano, donde trabajo como juez de Paz y miembro de la Junta Inspectora de Escuelas. Manuel Oribe lo designó jefe del departamento de Soriano y Gadea le fue fiel en la subsiguiente guerra civil contra Fructuoso Rivera. Tras la derrota de 1838 emigró a Entre Ríos; volvió luego a Uruguay en 1843, después de la batalla de Arroyo Grande. Falleció casi repentinamente. 
Fue hermano de Santiago Gadea, uno de los 33 Orientales.
- Datos: Q5861026